# New Lanark Church

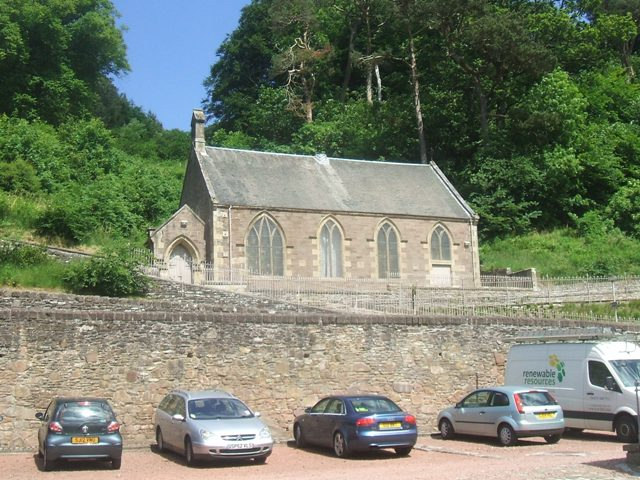
New Lanark Church

Die New Lanark Church ist ein ehemaliges Kirchengebäude der presbyterianischen Church of Scotland in der schottischen Industriesiedlung New Lanark in der Council Area South Lanarkshire. 1974 wurde das Bauwerk in die schottischen Denkmallisten in der höchsten Denkmalkategorie A aufgenommen. Außerdem ist es Teil des Weltkulturerbes New Lanark.

## Geschichte
In der Mitte der 1780er Jahre ließ David Dale den Wollmühlenkomplex New Lanark errichten. Obschon Dale eine Modellsiedlung für seine Arbeiterfamilien aufbaute, ließ er keine Kirche errichten. Dale war zwar religiös, stand jedoch in Opposition zur schottischen Hauptkirche seiner Zeit. Zur Lesung von Messen bot er verschiedene Gemeinschaftsräum in verschiedenen Gebäuden der Anlage an. Robert Owen, welcher den Betrieb von Dale übernahm, war Atheist. Auch er ließ keine Kirche errichten, bot jedoch die Nutzung eines Saals in der New Institution for the Formation of Character für religiöse Zwecke an.
Als Henry Birkmyre, der Eigentümer der Gourock Ropeworks, die Anlage 1881 erwarb, änderte sich die Philosophie. Birkmyre förderte die religiöse Bildung der Familien. Das Grundstück der New Lanark Church stellte er der United Presbyterian Church kostenlos zur Verfügung. Außerdem kam er für die Kosten der Elektroinstallationen auf. Am 15. Oktober 1898 wurde der Grundstein gelegt und die Kirche im Juni 1899 eröffnet. Die Gesamtkosten für den Bau der von Thomas Carlaw entworfenen Kirche beliefen sich auf 1200 £. Mit Einstellung des Betriebs in New Lanark 1971 wurde die Kirche obsolet. 1974 wurde sie an die New Lanark Association übergeben und diente heute als Gemeindehalle.
2011 wurde die New Lanark Church in das Register gefährdeter denkmalgeschützter Bauwerke in Schottland aufgenommen. Ihr Zustand wurde 2013 jedoch als gut bei gleichzeitig geringer Gefährdung eingestuft.

## Beschreibung
Die New Lanark Church liegt an prominenter Position an der Hauptzufahrtsstraße zu New Lanark. Gegenüber liegen David Dale’s House und Robert Owen’s House; rechts die New Buildings. Das einstöckige Gebäude ist schlicht neogotisch ausgestaltet. Das längliche Kirchengebäude ist vier Achsen weit. Sein Mauerwerk besteht aus grob behauenem roten Sandstein. Öffnungen und Gebäudekanten sind mit poliertem cremefarbenen Sandstein abgesetzt. Die Spitzbogenfenster sind mit schlichten spitzbögigen Gesimsen verdacht. Das abschließende Satteldach ist mit grauem Schiefer eingedeckt. Auf dem Ostgiebel sitzt ein kleiner Dachreiter mit offenem Geläut und Kreuzblume auf. Links schließt sich der flachere Eingangsbereich mit seinem zweiflügligen Holzportal an.
Der Innenraum ist schlicht im Stile des späten 19. Jahrhunderts gestaltet. Die Wände sind teils mit Holzpaneelen verkleidet. Der hölzerne Dachstuhl ist offen.